# Spurgia
Spurgia is een muggengeslacht uit de familie van de galmuggen (Cecidomyiidae).

## Soorten
- S. esulae Gagne, 1990
- S. euphorbiae  - wolfsmelkrozetgalmug (Vallot, 1827)